# شيري آن بروكس

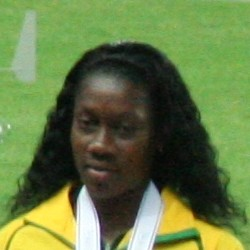

شيري آن بروكس (بالإنجليزية: Sheri-Ann Brooks) هي عداءة جامايكية ولدت في يوم 11 فبراير 1983 في مدينة كينغستون في جمايكا، أبرز إنجازاتها هو فوزها بالميدالية الذهبية في بطولة العالم لألعاب القوى 2013 في موسكو في سباق 4×100 متر مع الفريق الجامايكي. كما فازت بالميدالية الفضية في بطولة العالم لألعاب القوى 2007 في أوساكا.

## روابط خارجية
- شيري آن بروكس على موقع الاتحاد الدولي لألعاب القوى (الإنجليزية)
- شيري آن بروكس على موقع الدوري الماسي (الإنجليزية)
- شيري آن بروكس على موقع أوليمبيديا (الإنجليزية)
- شيري آن بروكس على موقع اتحاد ألعاب الكومنولث (مؤرشف) (الإنجليزية)